# Tustikovke
Tustikovke (Žednjakovke; lat. Crassulaceae) predstavljaju porodicu biljaka iz klase Magnoliopsida. Biljke iz ove porodice crpe vodu iz svojih sukulentnih listova. Njihova nalazišta su širom svijeta, ali najviše na sjevernoj polutki i južnoj Africi,za ta područja je specifično suho i hladno područje gdje nema mnogo vode.
Ova porodica uključuje 1482 vrste u 50 rodova. Mnoge od ovih biljaka su veoma popularne u vrtlarstvu: mnogi članovi imaju neobičan intrigantan izgled, i zahtijevaju samo minimalnu njegu. Klasifikacija unutar porodice je vrlo teška jer su mnoge biljke hibridi, kako u prirodi tako i u uzgoju. 
U hrvatskom jeziku ova porodica dobiva imena po tusticima i žednjacima iz roda sedum

## Opći opis
Crassulaceae su porodica od oko 30 rodova i 1400 vrsta višegodišnjih biljaka ili niskih grmova, najveća porodica u redu Saxifragales. Porodica je široko rasprostranjena od tropskih do borealnih regija, ali je koncentrirana u sušnim regijama svijeta. Mnoge vrste su sukulenti i uzgajaju se kao lončanice ili se uzgajaju u kamenim vrtovima.
Specijalizirani sustav fotosinteze (hvatanje svjetlosti) prilagođen ovakvim uvjetima nazvan je po porodici - žednjakovski metabolizam kiseline (CAM) ili CAM fotosinteza. Posebne dlake, zračni korijeni i površinske stanice mogu omogućiti nekim vrstama da apsorbiraju vodu izravno iz zraka. Pripadnici roda Kalanchoe stvaraju biljčice na udubljenjima rubova lišća. Cvjetovi u obitelji su dvospolni, s dijelovima perijanta (sepali i latice) u setovima od četiri ili pet. Žlijezda koja proizvodi nektar nalazi se u dnu svake od 3-10 odvojenih karpela. Porodica također uključuje rasprostranjene ukrasne trajnice kao što su Echeveria i Crassula. Često uzgajana Crassula ovata (“biljka žad”) porijeklom je iz Južne Afrike. Sedum (420 vrsta) sadrži mnoge omiljene biljke kamenjara, a ostale vrste uzgajaju se kao lončanice. Iznenađujuće, neke vrste Crassula evoluirale su u vodene biljke.

## Fizički opis
Članovi porodice Crassulaceae karakterizirani su vrlo debelim mesnatim listovima i tkivima za pohranu vode u listovima i stabljikama. Specijalizirani sustav fotosinteze (hvatanje svjetlosti) prilagođen ovakvim uvjetima nazvan je po porodici - žednjakovski metabolizam kiseline (CAM, od Crassulacean Acid Metabolism). Posebne dlake, zračni korijeni i površinske stanice mogu omogućiti nekim vrstama da apsorbiraju vodu izravno iz zraka. Članovi roda Kalanchoe proizvode klonske sadnice na udubljenjima rubova lista. Cvjetovi u porodici su dvospolni, s dijelovima perijanta (sepali i latice) u setovima od četiri ili pet. Žlijezda koja proizvodi nektar nalazi se u dnu svake od 3-10 odvojenih karpela.

## Potporodice i rodovi
1. Familia Crassulaceae J. St.-Hil. (1574 spp.)
  1. Subfamilia Crassuloideae Burnett
    1. Crassula L. (212 spp.)
    2. Hypagophytum A. Berger (1 sp.)

  2. Subfamilia Kalanchoideae A. Berger
    1. Adromischus Lem. (29 spp.)
    2. Kalanchoe Adans. (160 spp.)
    3. Tylecodon Toelken (50 spp.)
    4. Cotyledon L. (17 spp.)

  3. Subfamilia Sempervivoideae Arn.
    1. Tribus Umbiliceae Meisn.
      1. Sinocrassula A. Berger (11 spp.)
      2. Meterostachys Nakai (1 sp.)
      3. Orostachys (DC.) Fisch. (15 spp.)
      4. Hylotelephium H. Ohba (31 spp.)
      5. Perrierosedum (Berger) H. Ohba (1 sp.)
      6. Umbilicus DC. (14 spp.)
      7. Pseudosedum (Boiss.) A. Berger (12 spp.)
      8. Rhodiola L. (66 spp.)
      9. Phedimus Raf. (19 spp.)

    2. Tribus Semperviveae Dumort.
      1. Sempervivum L. (48 spp.)
      2. Petrosedum Grulich (10 spp.)

    3. Tribus Aeonieae Thiede ex Reveal
      1. Aichryson Webb & Berthel. (15 spp.)
      2. Monanthes Haw. (13 spp.)
      3. Aeonium Webb & Berthel. (41 spp.)

    4. Tribus Sedeae Fr.
      1. Pistorinia DC. (4 spp.)
      2. Rosularia (DC.) Stapf (22 spp.)
      3. Prometheum (A. Berger) H. Ohba (8 spp.)
      4. Afrovivella A. Berger (1 sp.)
      5. Sedella Fourr. (4 spp.)
      6. Dudleya Britton & Rose (47 spp.)
      7. Sedum L. (449 spp.)
      8. Cremnophila Rose (3 spp.)
      9. Villadia Rose (27 spp.)
      10. Lenophyllum Rose (7 spp.)
      11. Reidmorania Kimnach (1 sp.)
      12. Graptopetalum Rose (20 spp.)
      13. Thompsonella Britton & Rose (8 spp.)
      14. Echeveria DC. (183 spp.)
      15. Pachyphytum Link, Klotzsch & Otto (24 spp.)

1. × Aeonichryson P.V.Heath, umjetni hibrid
2. Chiastophyllum (Ledeb.) A.Berger
3. × Dudleveria G.D.Rowley, umjetni hibrid
4. × Graptoveria Gossot, umjetni hibrid
5. Kungia K.T.Fu
6. × Pachyveria F.Haage & E.Schmidt>, umjetni hibrid
7. × Sedeveria E.Walther, umjetni hibrid

Sinonimi:
1. Bryophyllum Salisb. = Kalanchoe Adans.
2. Greenovia Webb & Berthel. = Aeonium